# C.M. Hess
 For alternative betydninger, se C.M. Hess (virksomhed).
Christian Martin Hess (14. oktober 1851 i Middelfart – 1. december 1929 i Vejle) var en dansk fabrikant, grundlægger af fabrikken af samme navn.
Hans far var jernstøber i Middelfart. C.M. Hess ville også gerne være jernstøber, men han havde en storebror, der skulle arve fabrikken. Han flyttede til Vejle, og i 1876 købte han W. Aarups jernstøberi i Vejle. Han begyndte at støbe kakkelovne, komfurer og bygningsgods. Fabrikken startede i Grønnegade 18, men flyttede senere til et større sted. Det er i dag dér, hvor Musikteatret i Vejle ligger. C.M. Hess kunne snart udvide og flyttede i 1898 med fabrikken fra Grønnegade 18 til "Flegborg" lige overfor, og fabrikken blev udvidet atter 1912-1914, hvor fabrikken blev omlagt til elektisk drift og udvidet med emaljeværk.
Hess var Ridder af Dannebrog og Dannebrogsmand, medlem af Vejle Byråd 1891-94 og af Skatteligningskommissionen, medlem af Vejle Banks repræsentantskab 1902-1929, medlem af bestyrelsen for Foreningen af Fabrikanter i Jernindustrien i Provinserne, af bestyrelsen for Teknisk Skole, for Haandværkerforeningen 1887-1929, af bestyrelsen for Teknisk Selskab 1890-1919, af bestyrelsen for "Friboligen for ældre, trængende næringsdrivende Borgere i Veile," 1909, formand 1910-1924, af bestyrelsen for Grejsdalens Stole- og Møbelfabrik samt Vejle Bolte- og Møtrikfabrik. Han ejede herregården Haraldskær fra 1916 til sin død.